# Daria Karađorđević
Daria Karađorđević von Serbien (* 21. März 1859 in Cleveland, Ohio als Myra Abigail „Abbie“ Pankhurst; † 26. Juni 1938 in Cannes, Frankreich) war eine US-amerikanische Golferin und spätere Prinzessin von Serbien.

## Biografie
Daria Pankhurst war in erster Ehe mit William Wright verheiratet. Mit ihrem zweiten Ehemann Thomas Huger Pratt, der sehr vermögend war, verbrachte sie einen Großteil in Europa. Dort knüpfte das Paar gute Kontakte zu Mitgliedern von Königshäusern. Als Abbie Pratt nahm sie an Olympischen Spielen 1900 am ersten olympischen Golfturnier der Frauen teil, wo sie den dritten Rang belegte. Nachdem ihr Ehemann wenige Jahre später bereits ziemlich jung gestorben war, heiratete sie 1913 Prinz Alexis Karađorđević von Serbien und blieb bis zu ihrem Tod Prinzessin.